# Unidad de Gestión Operativa Ferroviaria de Emergencia

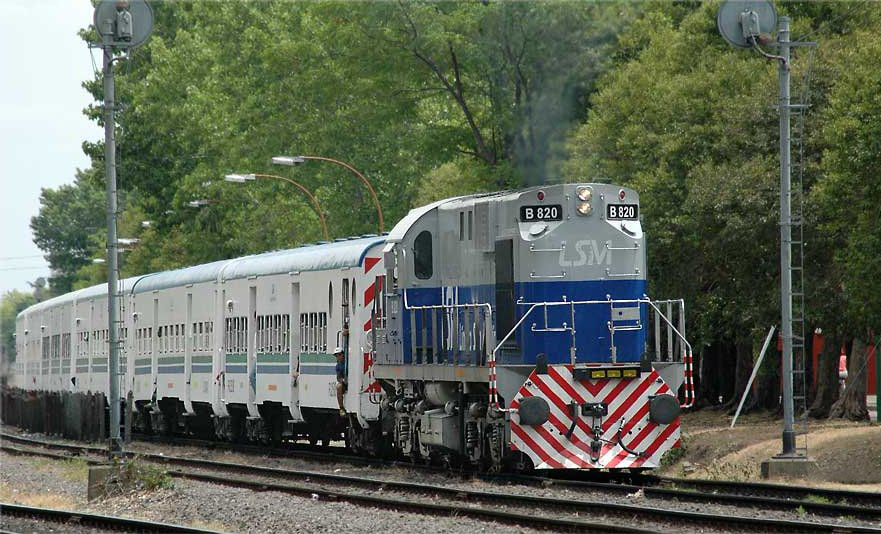
Trem da Línea San Martin da UGOFE

A Unidad de Gestión Operativa Ferroviaria de Emergencia (UGOFE) foi um consórcio emergencial de empresas ferroviárias argentinas, que operava provisoriamente os serviços de transporte metropolitano de passageiros na Grande Buenos Aires através dos Ferrocarriles San Martin, Belgrano Sur, Roca, Sarimento e Mitre.

## História

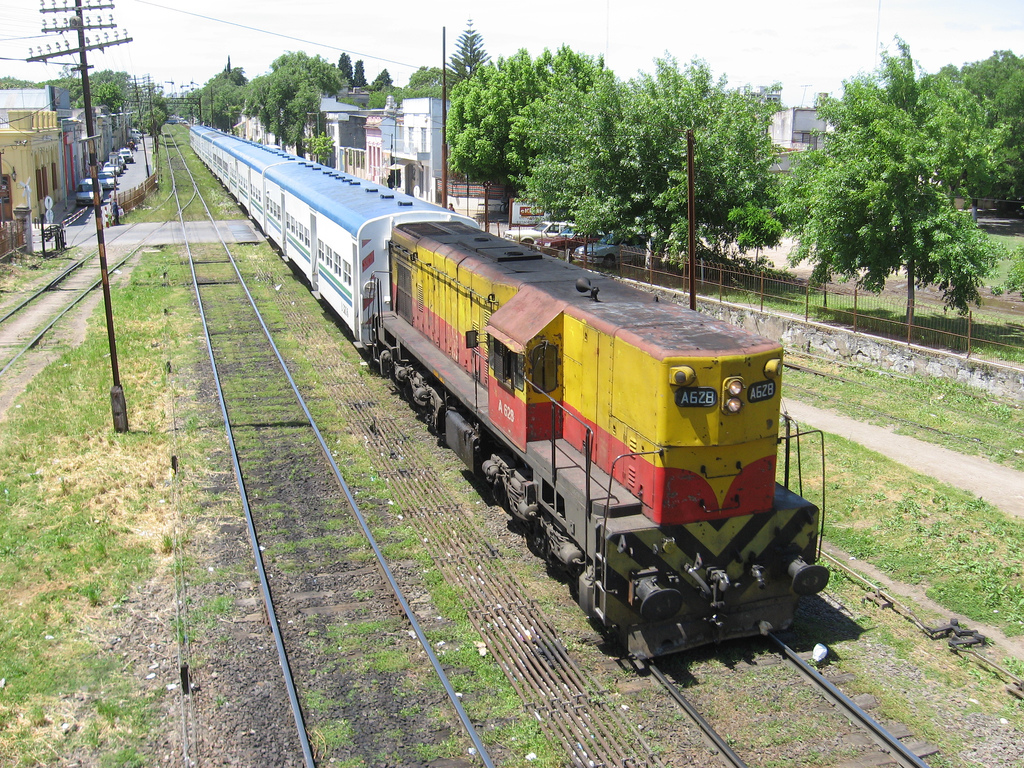
Trem da Línea Roca (UGOFE) em La Plata. Sua locomotiva ainda ostenta a antiga pintura da extinta empresa Ferrocarriles Argentinos.

Essas três ferrovias foram inicialmente operadas pelo consórcio Metropolitano(que recebeu concessão do governo argentino em 1994 durante o processo de privatização das ferrovias).
O consórcio Metropolitano teve sua concessão sobre o ferrocarril San Martin cassada pelo decreto nº 798 em 2004 por não cumprimento do contrato e por protestos de usuários pelo mal estado da estrada de ferro e de seus trens. Posteriormente foram cassadas as concessões dos Ferrocarriles Belgrano Sur e Roca pelos decretos nº 591 e 592 de 2007, utilizando os mesmos argumentos da cassação da concessão de San Martin e após um violento protesto de usuários na estação Constitucion. Com isso o Metropolitano decretou falência em 2007.
A UGOFE foi criada em 7 de janeiro de 2005 pelas empresas Ferrovías, Metrovías e Trenes de Buenos Aires, concessionárias de trens metropolitanas nas demais ferrovias da Grande Buenos Aires, para operar proovisoriamente os trens metropolitanos do Ferrocarril San Martin até que houvesse uma nova concessão definitiva do serviço, que até hoje não ocorreu.
Além das três empresas, participa da UGOFE o governo argentino por meio do Ferrocarril Belgrano residual (estatal ferroviária que está em processo de extinção) que apenas tem funções administrativas, como o pagamento de salários aos empregados da UGOFE.
Posteriormente em 22 de maio de 2007,a UGOFE foi convocada (pelo governo argentino) a assumir emergencialmente as outras duas concessões do consórcio Metropolitano sobre os Ferrocarris Roca e Belgrano Sur. Somente em 7 de julho de 2007 tomou posse oficialmente dessas duas linhas. Atualmente está revitalizando o material rodante herdado do consórcio Metropolitano além reformar as estações ferroviárias.
Por conta do acidente ferroviário de Once, a empresa Trenes de Buenos Aires teve sua concessão revogada pelo governo argentino (através do decreto 793/12) sendo que as linhas Mitre e Sarimento seriam repassadas para a UGOFE. Além disso, a Trenes de Buenos Aires se retirou do consórcio UGOFE. 

## Linhas operadas
- Linha San Martín
- Linha Belgrano Sur
- Linha Roca
- Linha Sarimento
- Linha Mitre